# 개조개
개조개는 백합과의 연체동물이다. 껍데기는 타원형이고 광택이 없는 황백색이다. 조간대에서 수심 40m까지 굵은 모래에 서식한다. 